# Оленьи (острова)
Оле́ньи — группа из четырёх островов в центральной части архипелага Северная Земля (Россия). Административно относятся к Таймырскому Долгано-Ненецкому району Красноярского края.
Расположены в Карском море у южного побережья острова Октябрьской Революции в районе дельты реки Курчавой. Самый северный из Оленьих лежит на расстоянии 800 метров от южного мыса острова Октябрьской Революции — Начального, самый южный — удалён от него на 4 километра. Расстояние между островами составляет от 150 до 700 метров.
Все острова группы имеют вытянутую с запада на восток форму длиной (от северного к южному) 1,4/2,5/2,1/2,4 километра. Три северных острова имеют около 600—700 метров в ширину, самый южный — чуть более 400 метров. Свободны ото льда. Существенных возвышенностей на островах нет. На южном побережье самого южного и второго с севера островов — обрывы высотой до 18 и 3 метров соответственно. По всем островам — каменистые россыпи. Отдельных названий не имеют.